# المفترس ضد ألين (فلم)
المفترس ضد ألينAlien vs. Predator}
فيلم الخيال العلمي الأمريكي من إخراج بول أندرسون سنة 2004، وهو تتمة لفيلم بريداتور 2، بطولة سانا لاثان وانس هنريكسن. الفيلم تدور أحداثه مع الغريب ألين مقابل المفترس كروس، ويجمع بين المخلوقات مسمى من سلسلة الغريبة والمفترس ، وهو مفهوم ظهر في عام 1989.
صاحب القصة رونالد شوسيت.

## وصلات خارجية
- مقالات تستعمل روابط فنية بلا صلة مع ويكي بيانات
- Alien vs. Predator على موقع أول موفي.